# Maria Teresa Regard
Maria Teresa Regard (Roma, 16 gennaio 1924 – Roma, 21 febbraio 2000) è stata una partigiana, scrittrice e giornalista italiana.

## Biografia
Nacque a Roma da famiglia ginevrina: il padre, Pietro Regard, era ufficiale medico, mentre la madre, Emilia Leonini, era impiegata. Passò l'infanzia a Napoli, dove, a soli sedici anni, scoprì l'impegno politico avvicinandosi a un gruppo trotzkista. Rientrata a Roma, studiò al Liceo ginnasio statale Terenzio Mamiani dove conobbe Marisa Musu e Adele Maria Jemolo. Nel 1941 entrò in contatto con Antonello Trombadori e si iscrisse al Partito Comunista Italiano.
Nei 45 giorni di Badoglio costituì una sezione del partito in via della Scala, a Trastevere. Il 10 settembre 1943 ha partecipato agli scontri di Porta San Paolo, come portaordini e dispensatrice del rancio e dell'acqua ai combattenti. Entrata nei GAP, insieme a Carla Capponi, vi conobbe il futuro marito, Franco Calamandrei.
Ha partecipato all'azione del 19 dicembre 1943 contro il comando tedesco all'hotel Flora in Via Veneto, insieme a Calamandrei, Arminio Savioli e Ernesto Borghese (anche se la bomba da lei lanciata non scoppiò). Il 24 gennaio 1944, Maria Teresa Regard, insieme a Guglielmo Blasi, entrambi vestiti da tedeschi, lasciarono una borsa con bomba al posto di ristoro dei soldati tedeschi alla stazione Termini causando la morte di tre ufficiali tedeschi e il ferimento di altri 19 circa. Dopo tali azioni venne promossa al grado di tenente.

Maria Teresa Regard (quinta da sinistra in alto) fra i gappisti romani nel 1944

Sei giorni dopo fu arrestata in casa di Gioacchino Gesmundo, ove si era recata per procurarsi chiodi a tre punte per il sabotaggio dei mezzi tedeschi. Portata a Via Tasso, fu interrogata e poi rilasciata, in quanto il gappista Giorgio Labò, arrestato in precedenza, pur sottoposto a tortura, dichiarò di non conoscerla.
Il 23 marzo 1944,  Calamandrei partecipò e diresse, insieme a Carlo Salinari, l'attentato al Polizeiregiment "Bozen" in Via Rasella: Maria Teresa Regard non vi partecipò, ritenendo sbagliata la localizzazione dell'attentato. Dopo la liberazione di Roma, il 13 giugno 1944, ha sposato Franco Calamandrei.
Successivamente divenne corrispondente per il Nuovo Corriere, a Londra. Nel 1954, insieme col marito - corrispondente dell'Unità - ha seguito come corrispondente la Guerra d'Indocina per Vie Nuove e Noi Donne, entrando con le truppe comuniste a Dien Bien Phu e ad Hanoi appena conquistate; successivamente furono entrambi in Tibet (1954-55) e in Cina (1953-1956), dove nacque la figlia Gemma.
Nel 1999 è stata sentita come testimone al processo Priebke.

## Opere
- Rompicapo tibetano, Firenze, Parenti, 1959 (con Franco Calamandrei)
- Lu Hsun, Cultura e società in Cina, Roma, Editori Riuniti, 1962 (a cura di)
- Autobiografia 1924-2000, Roma, Angeli, 2010

## Riconoscimenti
- Il Comune di Roma le ha dedicato un tratto del percorso ciclopedonale che da Ponte Milvio porta a Castel Giubileo.